# Vert émeraude (film, 2016)
Cet article concerne le film de Felix Fuchssteiner et de Katharina Schöde. Pour le roman de Kerstin Gier, voir Vert émeraude.
Série Trilogie des gemmes
Bleu saphir
(2014)
Pour plus de détails, voir Fiche technique et Distribution.
Vert émeraude (titre original : Smaragdgrün) est un film fantastique allemand, réalisé par Felix Fuchssteiner et Katharina Schöde, sorti en 2016.
Il s'agit de la troisième adaptation cinématographique du roman éponyme de la Trilogie des gemmes de Kerstin Gier.
Le film fait suite à Rouge rubis sorti en 2013 et Bleu saphir sorti en 2014.

## Synopsis
Gwendoline se retrouve au milieu d’un complot historique. Elle va tenter de le déjouer avec l’aide de sa cousine, Charlotte. Cette fois-ci Gideon servira-t-il les intérêts du comte ou aidera-t-il Gwendoline dans sa quête de la vérité ?

## Fiche technique
- Titre original : Smaragdgrün
- Titre français : Vert émeraude
- Réalisation : Felix Fuchssteiner et Katharina Schöde
- Scénario : Felix Fuchssteiner, Katharina Schöde et Barry Thomson, d'après le roman de Kerstin Gier
- Musique : Philipp Fabian Kölmel
- Direction artistique : Bettina Lessnig
- Décors : Ralf Schreck
- Costumes : Alexander Beck
- Photographie : Florian Emmerich et Ralf H. Schlotter
- Son : Ansgar Frerich, Florian Holzner, Florian Beck
- Montage : Nicole Kortlüke
- Production : Hans W. Geißendörfer, Markus Zimmer, Tom Blieninger, Philipp Budweg, Felix Fuchssteiner et Katharina Schöde

Production exécutive : Tom Blieninger et Andreas Habermaier
Production déléguée : Herbert G. Kloiber
Production associée : Robert Marciniak
Production junior : Nathalie Bouteiller-Marin
- Sociétés de production[1] : Lieblingsfilm, mem-film, Geißendörfer Film- und Fernsehproduktion (GFF) et Tele München Fernseh Produktionsgesellschaft (TMG)
- Société de distribution : 
  - Allemagne : Concorde Filmverleih GmbH
  - France : Condor Entertainment (DVD et Blu-ray)
- Budget : n/a
- Pays d'origine :  Allemagne
- Langue originale : allemand
- Format[2] : couleur / N & B - 2,35:1 (Cinémascope)
- Genre : fantastique, aventures, drame, romance
- Durée : 113 minutes
- Dates de sortie[3] :
  - Allemagne : 24 juin 2016 (Festival du film de Munich) ; 7 juillet 2016 (sortie nationale)
  - France : 21 septembre 2016 (sortie directement en DVD et Blu-ray)
- Classification[4] :
  -  Allemagne : Interdit aux moins de 12 ans (FSK 12).
  -  France : Tous publics (Conseillé à partir de 10 ans)[5].

## Distribution
- Maria Ehrich (VF : Jennifer Fauveau) : Gwendolyn Shepherd
- Jannis Niewöhner (VF : Adrien Solis) : Gideon de Villiers
- Peter Simonischek (VFB : Robert Guilmard) : Comte de Saint-Germain
- Josefine Preuß (VFB : Laetitia Liénart) : Lucy Montrose
- Florian Bartholomäi (de) (VFB : Thibaut Delmotte) : Paul de Villiers
- Laura Berlin (VFB : Mélanie Dermont) : Charlotte Montrose
- Katharina Thalbach (VF : Denise Metmer) : Madeleine « Maddy » Montrose
- Johannes Silberschneider (VF : Laurent Jacquet) : Mr. Bernhard, le majordome
- Jennifer Lotsi (de) (VFB : Julie Basecqz) : Leslie Hay
- Lion Wasczyk (de) (VFB : David Manet) : Raphael de  Villiers
- Johannes von Matuschka (de) (VFB : Franck Dacquin) : Mr. Whitman
- Justine del Corte (de) (VF : Marie-Madeleine Burguet-Le Doze) : Madame Rossini
- Kostja Ullmann (VFB : Alexandre Crépet) : Schulgeist James Pimplebottom
- Rufus Beck (VFB : Pierre Le Bec) : Xemerius, la gargouille parlante (voix)

Direction artistique : Jay Walker
Adaptation des dialogues : Isabelle Jannes
Sources et légende : Génerique de fin du film

## Production

### Tournage
- Lieux de tournage : Allemagne

## Distinctions
En 2017, Vert émeraude a remporté 1 récompense.

### Récompenses
- Prix Jupiter 2017 : Prix Jupiter du Meilleur acteur allemand décerné à Jannis Niewöhner.

## Editions en vidéo
- Vert émeraude est sorti en :
  - DVD le 21 septembre 2016[5],[7],
  - Blu-ray le 21 septembre 2016[5],[8],
  - VOD le 20 septembre 2016[5].